# Леополд Стоковски
Леополд Ентони Стоковски (енгл. Leopold Anthony Stokowski, Лондон, 18. април 1882 — Недер Волоп, 13. септембар 1977), амерички диригент, ирско-пољског порекла.

## Биографија
Стоковски је рођен у Лондону, а музику је студирао на Оксфорду и Краљевском музичком колеџу у Лондону. Најпре је постао оргуљаш Цркве светог Бартоломеја у Њујорку, а као диригент је први пут наступио у Паризу, 1908. године. Тим наступом је оставио веома добар утисак на критику и јавност, што га је јако брзо довело до места диригента симфонијског оркестра у Синсинатију. Ту је имао велики успех, тако да је већ 1912. године добио понуду да преузме Филаделфијски симфонијски оркестар. Овај оркестар ће водити наредних 25 година. Под његовим руководством Филаделфијски симфонијски оркестар ће постати најбољи оркестар у Америци и један од најпознатијих у свету. Наступао је са NBC симфонијским оркестром, Њујоршком филхармонијом, а основао је и Амерички симфонијски оркестар. Последњи пут је јавно наступио у Венецији 1975. године, али је наставио да снима у студију све до 1977. године. Радио је оркестарске транскрипције композиција за оргуље Јохана Себастијана Баха. Умро је у Хемпширу, у Енглеској 13. септембра 1977. године.

## Стил
Стоковски је из оркестра извукао један потпуно нови звук, познат под називом “Стоковски звук“, који се састоји од бујног, снажног и богатог звука гудача, који је својим театралним и готово невероватно тачно прорачунатим покретима руку претварао у продоран звук лимених дувача, али истовремено остављајући утисак невероватне хармоније и прецизности. После 1929. године је дириговао без палице, те је такав начин дириговања уз широке покрете остао синоним за Стоковског. При наступима је желео да истакне своју фигуру, па је тражио издигнуте подијуме за диригента и експериментисао са осветљењем, како би изразио своју сенку на зидовима и тиме остављао што дубљи утисак.
Леополд Стоковски је био први диригент који је почео да масовно осваја медије. Са њим професија диригента стиче популарност, узвишеност и пожељност, што ће до врхунца довести Херберт фон Карајан. Тако се Стоковски појавио у неколико филмова, чак наступио и у анимираном филму који је радио Волт Дизни (“Фантазија“). Таква медијска популарност, затим препознатљив “Стоковски звук“ (који је данас још познатији и као “Филаделфијски звук“) који је створио, као и легенда коју је тежио да формира око свог живота, донели су Стоковском огромну славу. Како је већину свог радног века провео у Сједињеним Америчким Државама, то је био амерички начин промовисања својих уметника, и њихов начин конкурисања старој Европи и њеним вредностима.